# Distrito de Sapallanga
El distrito de Sapallanga es uno de más importantes distritos de los 28 que conforman la Provincia de Huancayo, ubicada en el Departamento de Junín, bajo la administración del Gobierno Regional de Junín, en el Perú.
Limita al norte con los distritos de Chilca y Huancán, al este Huancavelica y al sur con el distrito de Pucará y al oeste con los distritos de Huayucachi y Huacrapuquio.

## Toponimia
Sapallanga viene del vegetal "zapallo" y de "llanura", que significa " la llanura del zapallo", Lo que vendría a ser un centro de alimentación para cuyes.

## Historia
Manco Inca, después de haber cedido su imperio al Rey hispano, se rebela pero ya varias etnias habían decidido no apoyarlo (incluyendo la facción de Paullu Inca en Cusco). Decidió exterminar a los Huancas enviando a sus generales, pero los incaicos fueron derrotados sucesivamente por los Huancas. Finalmente Manco Inca tuvo el plan de atacarlos personalmente y cruzar el valle de los Huancas de sur a norte para irse hasta Chachapoyas a buscar refuerzos para su rebelión. Habría acampado en este lugar en 1536, pero desistió de su plan temiendo ser atrapado en medio del valle de los Huancas. Manco Inca se replegó hacia Vilcabamba en el Cusco. Tampoco fue apoyado por otras panacas del Cusco.
En los tiempos de la guerra por la emancipación Simón Bolívar llegó a este pueblo el 13 de agosto de 1824. Más adelante en la historia ocurre la guerra con Chile y en la fecha del 9 de julio de 1882 se pelearon las batallas de Pucará y Marcavalle. Existe un obelisco en memoria del acontecimiento, los héroes recordados son: Apolinario Canturini, Mariano Sánchez, Canchari y muchos otros combatientes.

## Geografía
El territorio de este distrito tiene una altitud de 3 295 metros sobre el nivel del mar. Este distrito se encuentra atravesado por el río Chanchas, río Chaclas, río Quillis, etc.

## Población
Con una población de 25 000 habitantes la cual es mayoritariamente joven (55%), de acuerdo al Censo Nacional IX de Población y IV de Vivienda.

## División administrativa

### Centros poblados
- Cocharcas
- Huayllaspanca
- La Punta

### Comunidades Campesinas
- Cocharcas
- Huayllaspanca
- La Punta
- Miluchaca
- Miraflores
- Sapallanga

### Barrio o cuartel
- Sector 1 - Libertador Simón Bolívar
- Sector 2 - San Cristóbal
- Sector 3 - San Antonio
- Sector 10 - San José
- sector 7 -barrio centro
- Sector 8 - San Pablo
- Sector 6 - San Bernardo
- Sector 4 - Mariscal Castilla
- Sector 8 - San Pedro
- Sector 9 - Progreso
- Sector 5 - San Martín
- Sector 11 - Tres Esquinas
- Sector 12 - La Unión
- Sector 14 - Callacancha

### Unidad agropecuaria
- Paccha

### Otros
- Chaclas
- Los Ángeles
- Mariscal Castilla
- San Pedro
- Virgen de Cocharcas

## Autoridades

### Municipales
- 2019-2022
- Alcalde: Ruben Roland Remuzgo Paitan, Alianza Para el Progreso (APP)

- 2015-2018[1]
  - Alcalde: Walter Evangelino Meza Delgadillo, Movimiento Junín Sostenible con su Gente (JSG).
  - Regidores: Marcelino Vidal Quispe Carhuamaca (JSG)Eduardo Vila Guerrero (JSG)Jaime Quispe Tomas (JSG), Hilda de la Cruz Ríos (JSG), David Óscar Huamán Ramos (Acción Popular).
- 2011-2014[2][3]
  - Alcalde: Miguel Ángel Rivera Porras, Acción Popular (AP).
  - Regidores: Wilder Vila Cristóbal (AP), Fredy Gregorio Vilcahuamán (AP), Javier Helmer Poma García (AP), Gladys Cristóbal Cachuán (AP), Raúl Carhuamaca Huamán (Unidos por Junín, Sierra y Selva).
- 2007-2010
  - Alcalde: Gonzalo Ramces Fano Miranda.

### Policiales
- Comisaría 
  - Comisario: CAP. PNP

### Religiosas
- Arquidiócesis de Huancayo[4]
  - Arzobispo: Mons. Pedro Barrego Jimeno, SJ.

- Parroquia San Pedro[5]
  - Párroco: Pbro. Gary John Carbajal Huincho
  - Responsable: R. H. María Erika Stanulla Grabis, OSU.

## Educación

### Instituciones educativas
- I.E.E. N° 30024 "Virgen de Fatima" - Sapallanga
- I.E.E. N° 30025 "Virgen de Cocharcas" - Sapallanga
- I.E.P. N° 30031 "Mariscal Castilla" -Sapallanga
- I.E.P "Heroes de la Breña"- Sapallanga
- I.E.P "Pentagono del Saber"- Sapallanga
- I.E.P "Las Americas"- Sapallanga
- I.E.P. "Mundial" - Sapallanga
- I.E.E. "Chinchaysuyo" - Sapallanga
- I.E.E. "Victor Raul Haya de la Torre" - Sapallanga

## Clima
Su clima es templado, seco con días de intenso calor envuelto con un cielo azul, y contrariamente con noches frías entre los meses de abril a septiembre.

## Actividades agrícolas
Con vientos en el mes de agosto, y la época de lluvias es de octubre a marzo, lo cual se aprovecha para la agricultura con sembríos de maíz, papas, quinua, tarwi, frijoles, arvejas habas, linaza, y en las zonas altas ocas, mashua, ollucos, cebada, trigo, así como una variedad de hortalizas, entre otros.

## Turismo y comercio
Sapallanga, un pueblo de la sierra central, en el corazón del Valle del Mantaro, es un ciudad próspera desarrollando sus actividades mayoritariamente al agro, el turismo es especialmente importante más aún en sus festividades.
En la ciudad de Sapallanga, capital del distrito, existen varios talleres artesanales que se dedican a la fabricación de tejidos para la danza. Los trabajos de los artesanos de Sapallanga son reconocidos a nivel regional y nacional. El resto del distrito es eminentemente agrícola, destacando los centros poblados de La Punta, Miraflores y el Bajo Chanchas.

## Folclore
En el distrito de Sapallanga, como en todo el Valle del Mantaro, el folclore está muy ligado al modo de vivir de los pobladores.
Al ser cuna del Huaylarsh, en febrero y marzo es la época de los carnavales, fiesta en la que se danza el Huaylarsh. En julio y agosto se festeja el Santiago (Fiesta en honoro al Tayta Shanti), baile popular que festeja la marcación de los animales con cintas de colores.
Todos los años, cada 8 de septiembre, se celebra la fiesta patronal de Sapallanga, consagrada a Nuestra Santísima Virgen de Cocharcas, patrona del lugar y todo el Valle del Mantaro, siendo una de las fiestas más importantes del valle del Mantaro.

## Como llegar
Sapallanga se encuentra a 10 km al sur de la ciudad de Huancayo, a solo 20 minutos, los paraderos donde se puede conseguir movilidad son: en el Mercado Modelo de Huancayo (durante el día) y entre las Calles Real y Jr. Huánuco (A partir de las 19:00 horas).